# Drassodes ereptor
Drassodes ereptor är en spindelart som beskrevs av William Frederick Purcell 1907. Drassodes ereptor ingår i släktet Drassodes och familjen plattbuksspindlar. Inga underarter finns listade i Catalogue of Life.